# Antalis vulgaris
Dentale commun
Espèce
Antalis vulgaris est une espèce de petits mollusques long de 2 à 11 centimètres, de la famille des Dentaliidae (les « dentales »).